# مطاردة بيت التلة (مسلسل)
مطاردة بيت التلة (بالإنجليزية: The Haunting of Hill House) هو مسلسل رعب خارق للطبيعة أمريكي من تأليف مايك فلاناغان لصالح نتفليكس. المسلسل هو إعادة تخيل لرواية تحمل نفس الأسم صدرت عام 1959 من الكتابة شيرلي جاكسون. حبكة العمل تتنقل بين خطين زمنين، حيث تتبع 5 أشقاء بالغيين في الوقت الحالي تطاردهم منذ الطفولة تجربة العيش في منزل مسكون. المسلسل أيضاً يرجع بالإحداث إلى عام 1992 ويصور الأحداث التي أدت إلى هروب العائلة من ذلك المنزل. طاقم التمثيل يشمل مكيل هاوسمان وإليزابيث ريزر وأوليفر جاكسون كوهين وكيت سيجيل وفيكتوريا بيدريتي وتيموثي هوتون، إضافة إلى كارلا جوجينو وكارلا جوجينو. عرض المسلسل بحلقاته العشرة يوم 12 أكتوبر 2018 على نتفليكس.

## طاقم العمل
- مكيل هاوسمان في دور ستيفن كرين.[1]
- كارلا جوجينو في دور أوليفيا كرين.[2]
- تيموثي هوتون في دور هيو كرين.[3]
- إليزابيث ريزر في دور شيرلي كرين.[4]
- أوليفر جاكسون كوهين في دور لوك كرين.[5]
- كيت سيجيل في دور ثيودورا «ثيو» كرين.[4]

## الاستقبال
تلقى المسلسل إشادة كبيرة من النقاد وحصل على نسبة إقبالٍ هي 93 بالمئة من النقاد على موقع الطماطم الفاسدة بمتوسط 8.4/10."
وصف الكاتب ستيفن كينج المسلسل بأنه عمل يقترب من العبقرية.

## روابط خارجية
- ذا هانتينج أوف هيل هاوس على موقع IMDb (الإنجليزية)
- ذا هانتينج أوف هيل هاوس على موقع ميتاكريتيك (الإنجليزية)
- ذا هانتينج أوف هيل هاوس على موقع روتن توميتوز (الإنجليزية)
- ذا هانتينج أوف هيل هاوس على موقع نتفليكس (الإنجليزية)
- ذا هانتينج أوف هيل هاوس على موقع فيلمافينيتي (الإسبانية)
- ذا هانتينج أوف هيل هاوس على موقع ليتربوكسد (الإنجليزية)
- ذا هانتينج أوف هيل هاوس على موقع كينوبويسك (الروسية)
- ذا هانتينج أوف هيل هاوس على موقع ألو سيني (الفرنسية)
- ذا هانتينج أوف هيل هاوس على موقع قاعدة بيانات الفيلم (الإنجليزية)